# Мухаммад Амин тупчибоши

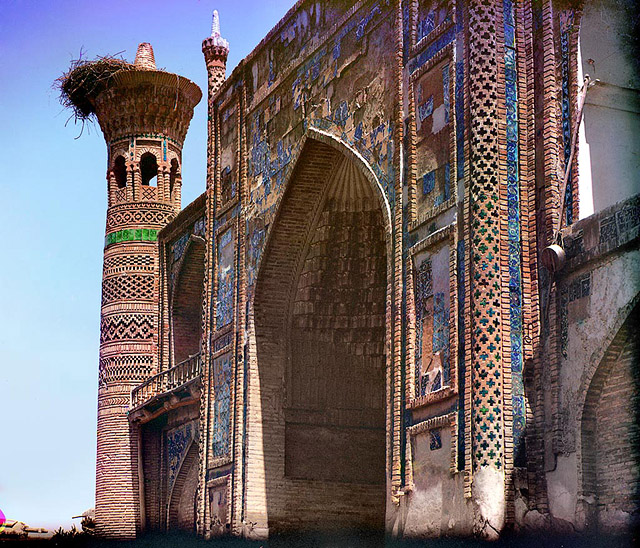
Медресе Мухаммада Амина тупчибоши. (С. М. Прокудин-Горский. Май 1911 года.)

Мухаммад Амин тупчибоши (Мухаммад Амин-бий тупчибоши) — узбекский государственный деятель. Военачальник и полководец. Тупчибоши — военный министр Бухарского эмирата при узбекских правителях Амире Шахмураде (1785—1810) и Амире Хайдаре (1810—1825).
Мухаммад Амин тупчибоши был одним из ближайших высших сановников узбекского правителя Амира Шахмурада в управлении государством. Он активно участвовал в укреплении позиций Бухарского эмирата в Хорасане. В частности, отмечается его заслуга в устранении беспорядков после Байрамали-хана в Мерве.
Мухаммад Амин тупчибоши являлся донатором столичного медресе, названного в его честь. Оно было снесено в 1925—1929 годах.
Сын Мухаммада Амина тупчибоши, Ёши Узок-бек, как и его отец, состоял на службе у дворца. В период правления амира Насруллы (1827—1860) он принимал активное участие в политической жизни страны и был выдвинут на должность токсабы. Участвовал в походе амира на Балх. Он тоже был донатором строительства медресе в Бухаре.
Али Каяев также пишет, что Мухаммад-Амин «является первым из ученых, которые известны тем, что преподавали» естественные науки, уточняя, что «его учителя, а также место, где он сам учился, нам неизвестны». 